# Jana Černochová
Jana Černochová (Praga, 26 d'octubre de 1973) és una política txeca. És actuament, i d'ençà del desembre de 2021, Ministra de defensa txeca del govern dirigit per Petr Fiala. Ės membre del Parlament txec d'ençà de 2010, representant-hi el Partit Democràtic Cívic (ODS).

## Biografia
Després de graduar-se el 1992, va treballar en un banc. El 1996, acabà un curs d'economia bancària i monetària a la Facultat de Finances i Comptabilitat de la Universitat d'Economia de Praga i e 2009 es va llicenciar a la Universitat de Dret Aplicat. El 2011, va completar el seu màster en relacions internacionals a la Universitat Metropolitana de Praga.
Després d'afiliar-se a l'ODS el 1997, Černochová es va implicar en la política municipal i esdevevingué així batllessa de Praga 2. Es va convertir en membre del parlament el 2010.
El desembre de 2021, va ser nomenada ministra de Defensa al gabinet de Petr Fiala, la qual cosa féu que uns dies més tard, Černochová va dimitir com a alcaldessa de Praga 2 i fou substituïda per Alexandra Udženija.